# Olympische Winterspiele 1992/Teilnehmer (Kroatien)
| Gelbes Symbol für Goldmedaillen mit stilisierten Olympischen Ringen | Graues Symbol für Silbermedaillen mit stilisierten Olympischen Ringen | Braundes Symbol für Bronzemedaillen mit stilisierten Olympischen Ringen |
| ------------------------------------------------------------------- | --------------------------------------------------------------------- | ----------------------------------------------------------------------- |
| —                                                                   | —                                                                     | —                                                                       |

Kroatien nahm an den Olympischen Winterspielen 1992 im französischen Albertville mit einer Delegation von vier Athleten in drei Disziplinen teil, davon drei Männer und eine Frau. Ein Medaillengewinn gelang keinem der Athleten. Es war Kroatiens erste Teilnahme an Olympischen Winterspielen.
Fahnenträger bei der Eröffnungsfeier war der Eiskunstläufer Tomislav Čižmešija.

## Teilnehmer nach Sportarten

### Eiskunstlauf
Männer
- Tomislav Čižmešija
nicht für die Kür qualifiziert

Frauen
- Željka Čižmešija
nicht für die Kür qualifiziert

### Ski Alpin
Männer
- Vedran Pavlek
Super-G: Rennen nicht beendet
Riesenslalom: Rennen nicht beendet
Slalom: 36. Platz (1:57,28 min)

### Skilanglauf
Männer
- Siniša Vukonić
10 km klassisch: 75. Platz (34:01,1 min)
15 km Verfolgung: 69. Platz (48:45,5 min)
50 km Freistil: 60. Platz (2:28:19,4 h)